# Voissant
Voissant – miejscowość i gmina we Francji, w regionie Owernia-Rodan-Alpy, w departamencie Isère.

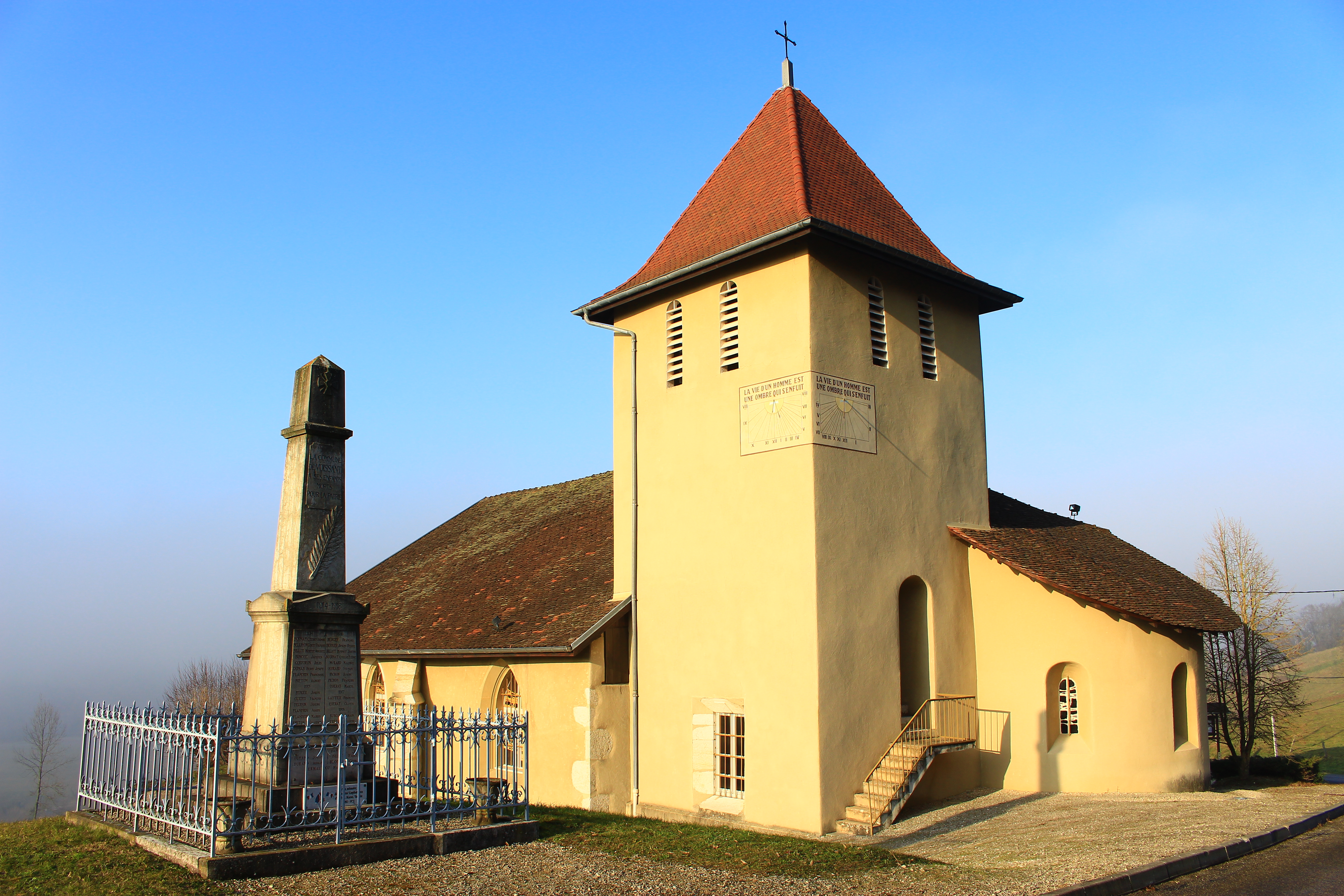
Kościół Voissant

Według danych na rok 1990 gminę zamieszkiwały 204 osoby, a gęstość zaludnienia wynosiła 53 osób/km² (wśród 2880 gmin regionu Rodan-Alpy Voissant plasuje się na 1423. miejscu pod względem liczby ludności, natomiast pod względem powierzchni na miejscu 1597.).